# BMW Série 02
A BMW Série 02 é uma linha de automóveis esportivos do segmento D produzidos pela montadora alemã BMW entre 1966 e 1977, com base em uma versão encurtada dos sedãs Neue Klasse.
O primeiro Série 02 produzido foi o 1600-2 (mais tarde renomeado 1602) em 1966. Em 1975, o Série 02 foi substituído pelo Série 3 E21 (exceto para o modelo 1502, que continuou até 1977). O número total foi superior a 861.000.

## Visão geral
Em meados da década de 1960, a BMW percebeu um mercado para uma versão menor e mais acessível de duas portas de seu sedã de quatro portas Neue Klasse, do segmento E. O diretor de design corporativo Wilhelm Hofmeister atribuiu o projeto aos funcionários Georg Bertram e Manfred Rennen, que produziram um carro atraente e esportivo 5 cm mais curto na distância entre eixos e cerca de 25 cm mais curto no comprimento, principalmente encurtando o convés traseiro. A produção resultante do 1600-2 de 1966 era menos bem equipada do que o Neue Klasse, mas mais leve, mais rápido e com melhor manuseio.
O 2002 de cilindrada maior derivado diretamente dele em 1968 estabeleceria uma nova reputação para a BMW como fabricante de veículos de desempenho acessíveis e de alta qualidade.
Conversível, targa, hatchback e versões mais básicas de vários modelos da Série "02" também foram produzidos.

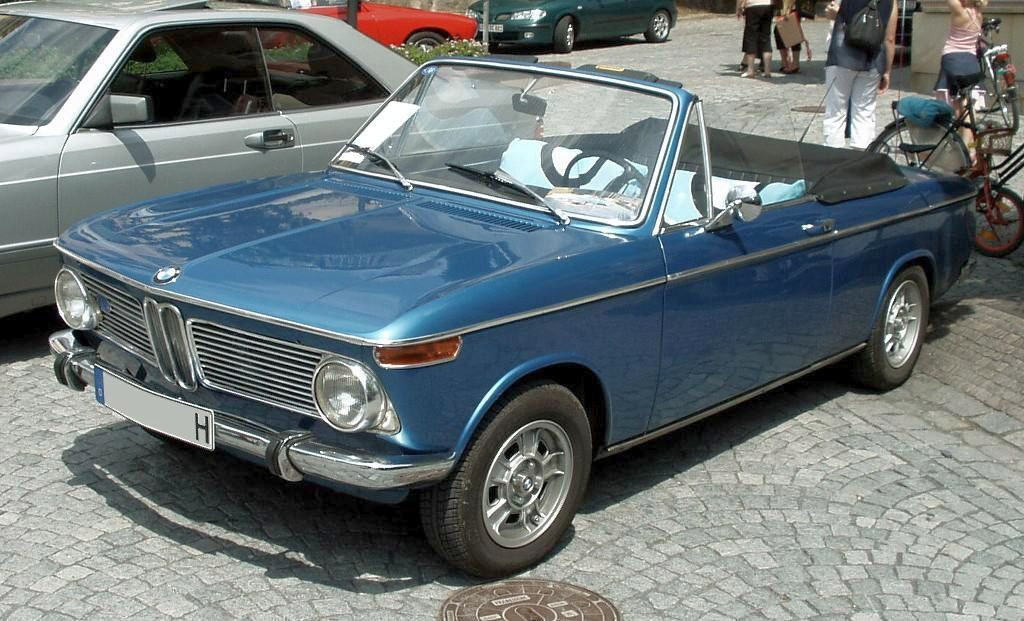
BMW 1600 Cabriolet
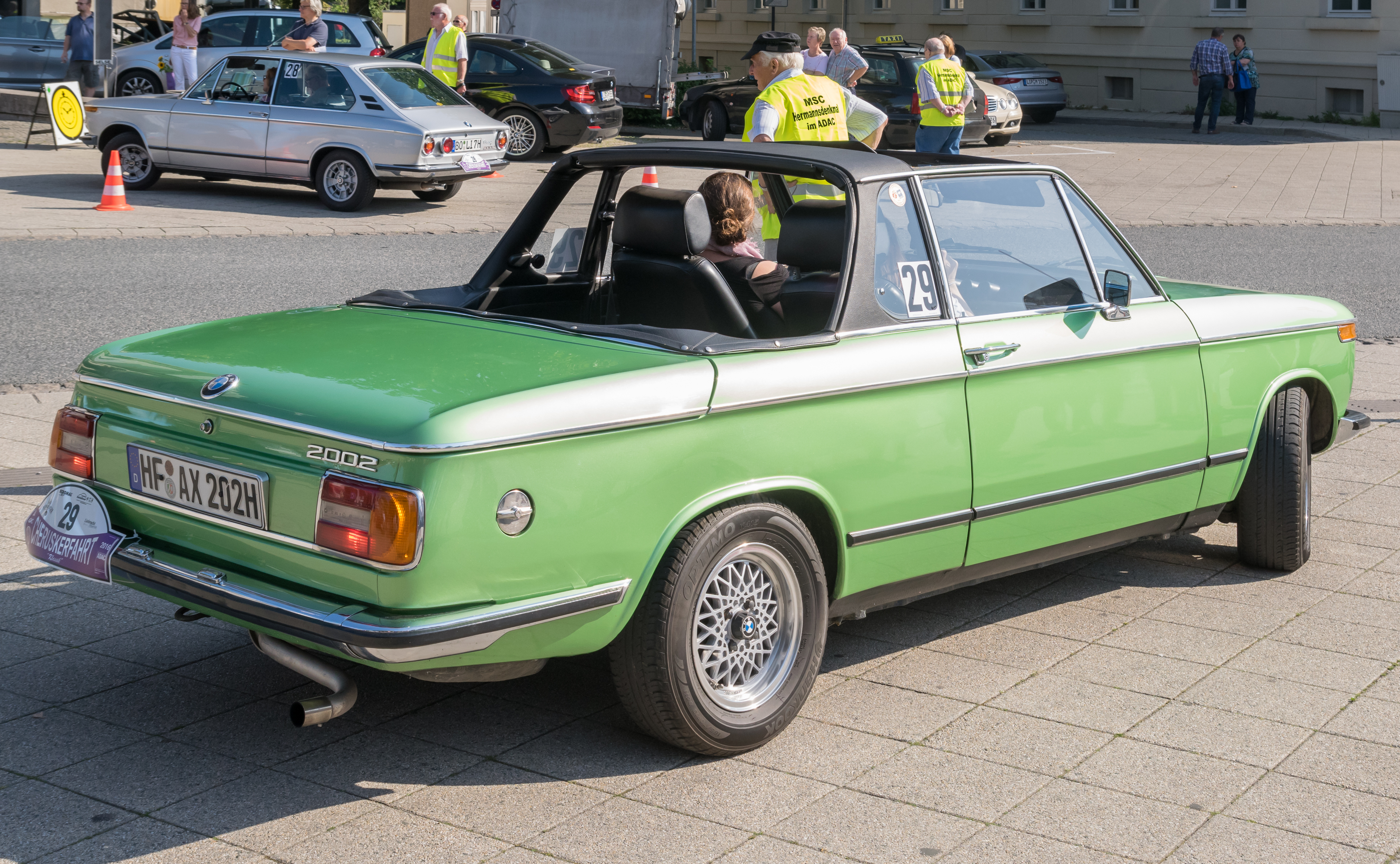
BMW 2002 Baur Top Cabriolet (Type 114C)
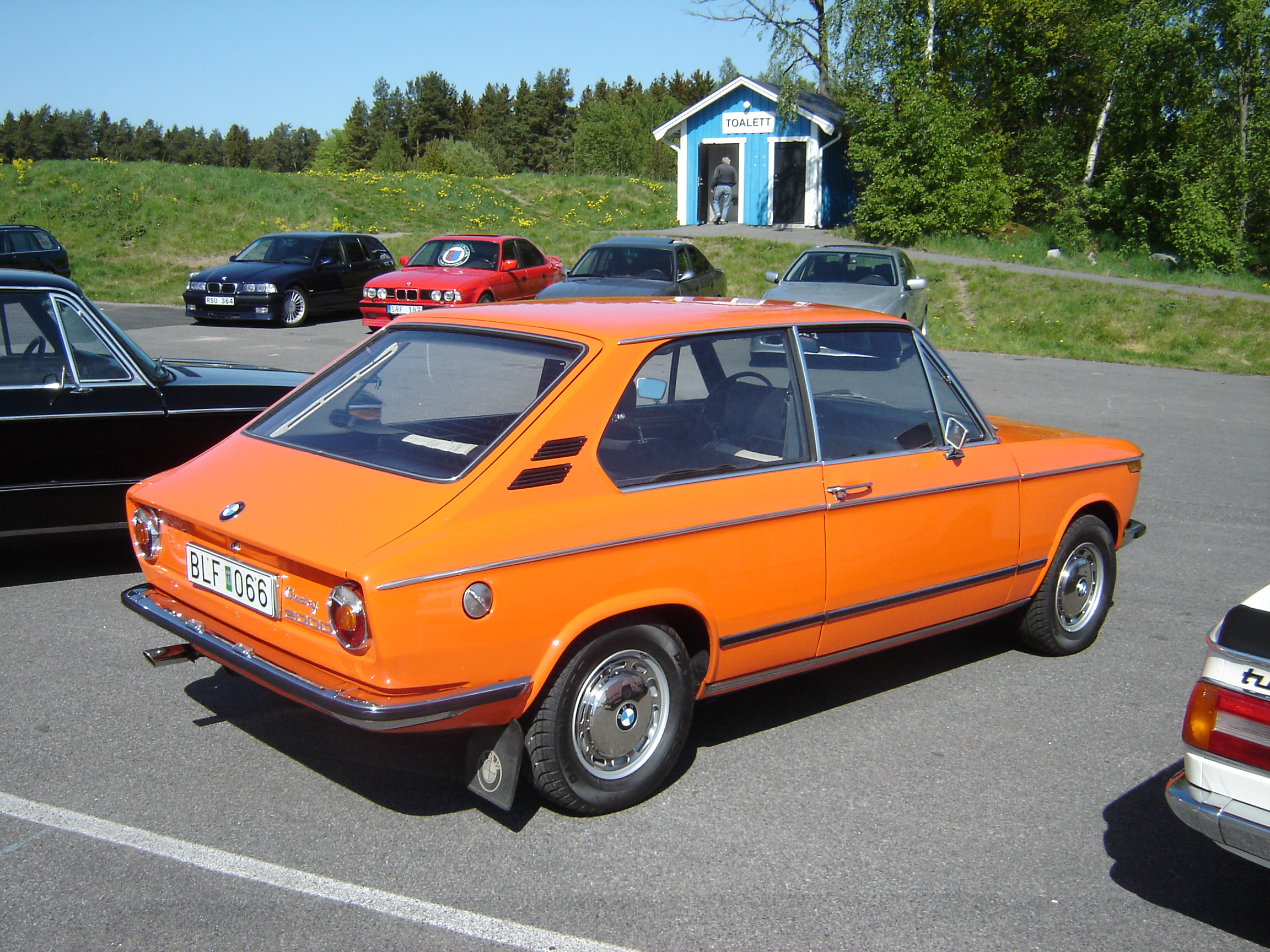
BMW 2000 Touring (o modelo Touring original evitou o sufixo "02")